# ليال الاختيار
ليال الاختيار، إعلامية لبنانية.

## دراستها
تخرجت ليال الاختيار من كلية الطب بتخصص علم الأشعة، ثم درست إدارة الأعمال قبل أن تنتقل لدراسة الإعلام في لندن، وتدخل المجال الإعلامي.

## حياتها الشخصية
ليال الاختيار متزوجة ولها ابن واحد اسمه طوني.

## عملها
عملت ليال الاختيار في قنوات تلفزيونية لبنانية وعربية عدة منذ أن دخلت المجال الإعلامي. أجرت حوارات سياسية خاصة على شاشة أو تي في ما بين عامي 2017 و2018، ثم توجهت في عام 2018 إلى قناة إل بي سي حيث عملت في إعداد وتقديم نشرات الأخبار وقدمت برامج عدة، من بينها «نهاركم سعيد» قبل أن تتقدّم باستقالتها من القناة في 29 نوفمبر 2020، لتنتقل إلى قناة الحرة التي قدمت عبرها برنامج «المشهد اللبناني» قبل أن تتقدّم باستقالتها منها في 14 يناير 2022، لتنتقل منها إلى قناة العربية، التي خصصت تقديم نشرة «التاسعة هذا المساء» لليال الاختيار، ضمن البرامج والنشرات الجديدة التي أطلقتها القناة في مارس 2022.

### تعرضها لتهديدات بالقتل
تعرضت ليال الاختيار خلال عملها الإعلامي إلى تهديدات عدة بالقتل، آخرها من قبل موالين لحزب الله على خلفية تغريدة لها في 5 يناير 2021، انتقدت فيها إقامة تمثال للواء العسكري الإيراني قاسم سليماني في الضاحية الجنوبية لبيروت عاصمة لبنان، حيث استشهدت بالجزء الأخير من الآية 56 من القرآن، مغردة: ﴿مَا هَذِهِ التَّمَاثِيلُ الَّتِي أَنْتُمْ لَهَا عَاكِفُونَ﴾ [الأنبياء:52]، وذيلت تغريدتها بوسمي #زمن_الانتداب و #سنقاوم_ونبقى.

## برامجها
| البرنامج                   | القناة       | الفترة    |
| -------------------------- | ------------ | --------- |
| حوارات وبرامج سياسية خاصة  | أو تي في     | 2017-2018 |
| إعداد وتقديم نشرات الأخبار | إل بي سي     | 2018-2020 |
| نهاركم سعيد                | إل بي سي     | 2018-2020 |
| المشهد اللبناني            | قناة الحرة   | 2020-2022 |
| التاسعة هذا المساء         | قناة العربية | 2022      |

## جوائز وتكريمات
في 5 أكتوبر 2021، أختيرت في المركز الثاني للائحة الإعلاميين «المؤثرين في الإعلام» في العالم العربي لعام 2021.